# 三日月 (初代神風型駆逐艦)
|          |                                                                       |
| 艦歴     |                                                                       |
| 計画     | 明治37年度臨時軍事費                                                  |
| 起工     | 1905年6月1日                                                          |
| 進水     | 1906年5月26日                                                         |
| 就役     | 1906年9月12日                                                         |
| その後   | 1912年8月28日三等駆逐艦 1928年7月6日廃駆逐艦第2号と仮称               |
| 除籍     | 1928年4月1日                                                          |
| 処分     | 1930年7月21日海没                                                     |
| 性能諸元 |                                                                       |
| 排水量   | 常備：381t 満載：450t                                                 |
| 全長     | 69.2メートル                                                          |
| 全幅     | 6.6メートル                                                           |
| 吃水     | 1.8メートル                                                           |
| 機関     | レシプロエンジン2基2軸、6,000hp                                       |
| 最大速力 | 29ノット                                                              |
| 航続距離 | 11ノット/850カイリ                                                    |
| 乗員     | 70人                                                                  |
| 兵装     | 80mm（40口径）単装砲 2門 80mm（28口径）単装砲 4門 450mm魚雷発射管 2門 |

三日月（みかづき）は、大日本帝国海軍の駆逐艦で、神風型駆逐艦 (初代)の17番艦である。同名艦に睦月型駆逐艦の「三日月」があるため、こちらは「三日月 (初代)」や「三日月I」などと表記される。

## 艦歴
1905年（明治38年）2月15日命名（製造番号第17号）。同年6月1日、佐世保海軍工廠で起工。1906年（明治39年）5月26日、進水。同年5月29日、駆逐艦に類別。同年9月12日竣工。
第一次世界大戦では、青島の戦いに参加。シベリア出兵時には沿海州の沿岸警備を行った。
1928年（昭和3年）4月1日、除籍。同年7月6日、廃駆逐艦第2号と仮称。1930年（昭和5年）7月21日、海没処分。

## 艦長
※『日本海軍史』第9巻・第10巻の「将官履歴」及び『官報』に基づく。
駆逐艦長
- （兼）平井徳蔵 少佐：1906年8月10日 - 8月30日
- 宮村暦造 大尉：1906年8月30日 - 9月28日
- 田島條二 大尉：1906年9月28日 -
- 中桐啓太 大尉：1907年6月13日 - 9月28日
- 磯田敏祐 大尉：1907年9月28日 - 1909年4月29日
- 園田義治 大尉：1909年4月29日 - 12月1日
- （兼）田辺金次郎 大尉：1909年12月1日 - 1910年12月1日
- 副島村八 大尉：1910年12月1日 - 1911年5月23日
- 柳原継雄 少佐：1911年5月23日 - 9月13日
- 武久完 大尉：1911年9月13日 - 1912年5月22日
- 山中義勇 大尉：1912年5月22日 - 12月1日
- （兼）大谷箭太郎 大尉：1912年12月1日 - 12月20日
- 北村栄虎 少佐：1912年12月20日 - 1914年5月27日
- 長谷川清 少佐：1914年5月27日 - 8月24日
- 柘植道二 少佐：不詳 - 1916年6月1日
- 岡内弥三郎 大尉：1916年6月1日 - 12月1日
- 森田重房 大尉：1916年12月1日 - 1917年7月2日
- 佐藤六平 少佐：1917年7月2日 - 12月1日[7]
- 原精太郎 大尉：1917年12月1日 - 1919年8月20日
- 大熊政吉 大尉：1919年8月20日 - 1919年12月1日
- （兼）鈴木幸三 大尉：1919年12月1日 - 1920年3月15日
- 藤堂功 大尉：1920年3月15日 - 1920年12月1日
- 中田操 大尉：1920年12月1日[8] - 1921年11月1日[9]
- （兼）柳原信男 大尉：1921年11月1日[9] - 11月20日[10]
- （兼）杉山六蔵 大尉：1921年11月20日 - 1921年12月1日
- 太田泰治 少佐：1921年12月1日 - 1922年1月10日
- 鈴木田幸造 大尉：1922年1月10日[11] - 1922年12月1日[12]
- 河原金之輔 大尉：1922年12月1日[12] - 1923年11月10日[13]
- 新井清 大尉：1923年11月10日[13] - 1924年12月1日[14]
- 伊藤皎 大尉：1924年12月1日[14] - 1925年5月1日[15]
- 山口次平 大尉：1925年5月1日 - 1926年12月1日